# وادي خويش الريان

## الموقع

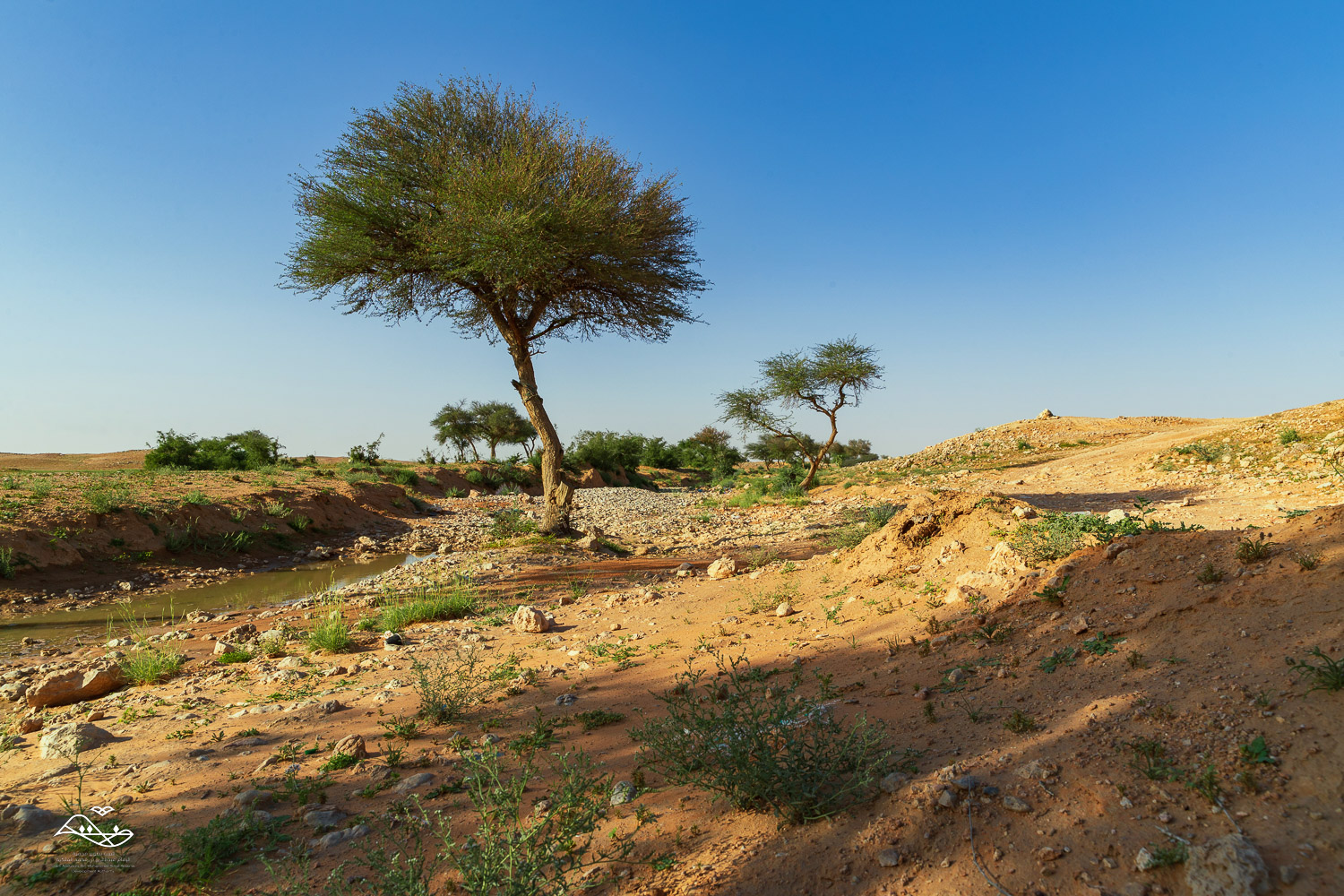

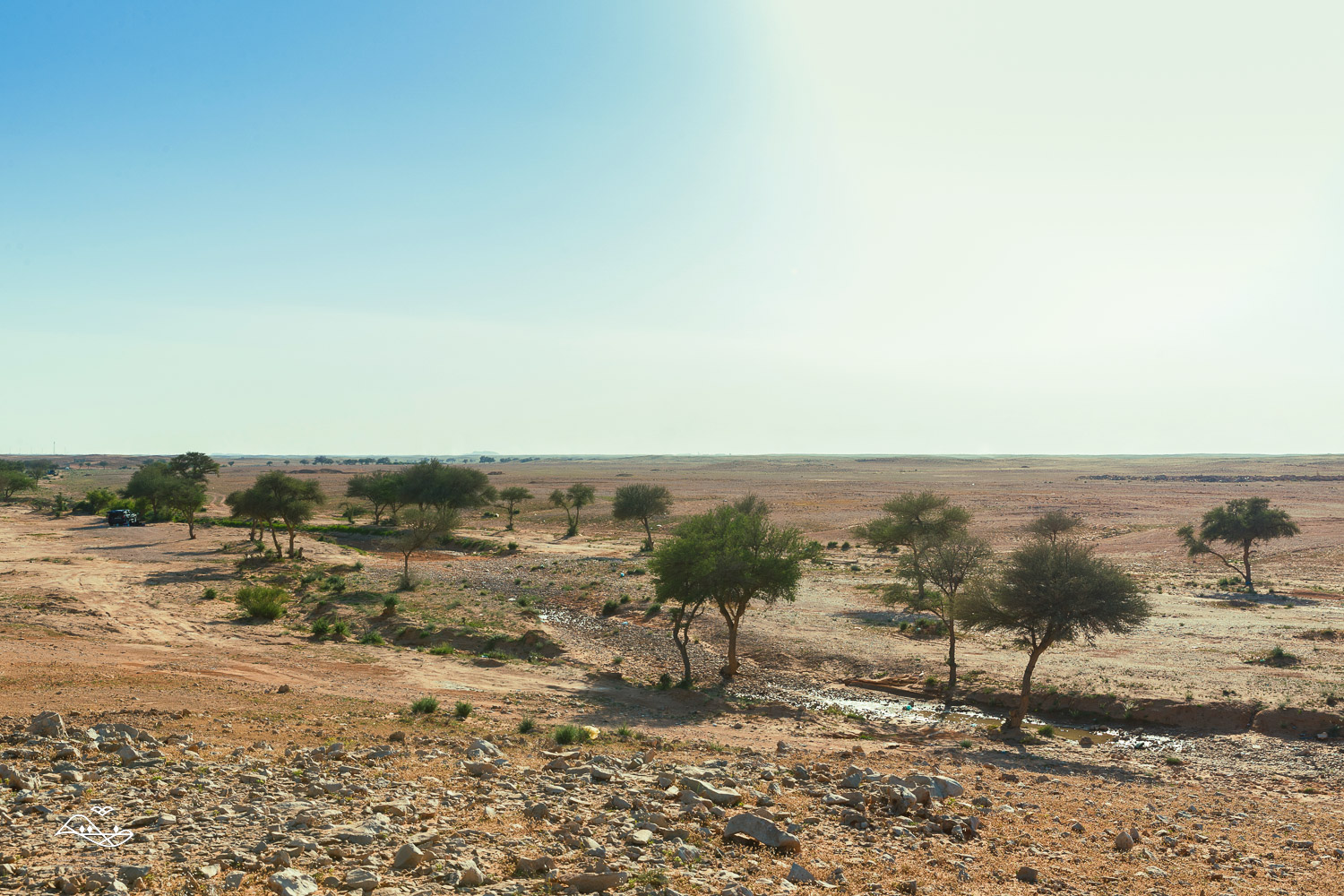

يقع وادي خويش الريان ضمن حدود محمية الإمام عبدالعزيز بن محمد الملكية، ومن الناحية الإدارية تشكل اراضي حوضه جزء من محافظة رماح في المملكة العربية السعودية. وتبدأ منابع وادي خويش الريان بالقرب من فيضة المجلس عند خط طول 46.991588 درجة شرقا ودائرة عرض 25.093376 درجة شمالا.

## وادي خويش الريان
وادي خويش الريان هو الرافد الشمالي لوادي الخويش، وله رافد رئيسي يوازيه تقريبا من الشمال الغربي يسمى شعيب أبو ثمام، ويصرف حوض وادي خويش الريان منطقة جغرافية مستطيلة وضيقة نسبيا تمتد من الجنوب الغربي إلى الشمال الشرقي، ويحده من الشمال الغربي حوض وادي السعيرة وأعالي حوض شعيب لبجة وهما من روافد وادي المساجدي، ويحده من الجنوب الشرقي حوض وادي خويش العطشان الفرع الثاني لوادي الخويش. وباستثناء منطقة محدودة في أجزائه العليا، يقع وادي خويش الريان ضمن حدود محمية الإمام عبدالعزيز بن محمد الملكية، ومن الناحية الإدارية تشكل اراضي حوضه جزء من محافظة رماح في المملكة العربية السعودية. وتبدأ منابع وادي خويش الريان بالقرب من فيضة المجلس عند خط طول 46.991588 درجة شرقا ودائرة عرض 25.093376 درجة شمالا، وذلك من أرض مرتفعة نسبيا تمر فيها خطوط تقسيم المياه لأحواض التصريف المتجاورة، تقع إلى الشرق من فيضة المجلس بمسافة تقارب 1كم. وبشكل عام يتجه المجرى الرئيسي لوادي خويش الريان من الجنوب الغربي نحو الشمال الشرقي، حتى يلتقي مع وادي خويش العطشان عند خط طول 47.234773 درجة شرقا ودائرة عرض 25.302259 درجة شمالا. ويبلغ طول مجراه الرئيسي من منبعه إلى أن يلتقي بوادي خويش العطشان حوالي 41كم. وبعد التقاء الفرعين الرئيسيين لوادي الخويش يتجه وادي الخويش نحو رمال الدهناء وينتهي في فيضة الخويش التي تمثل الجزء الجنوبي من روضة خريم. وتوجد آبار الحفائر الأثرية في الأجزاء العليا من مجرى وادي خويش الريان. ويظهر من صور قوقل ماب أن حوض وادي خويش الريان يتكون من أرض تكثر فيها التلال، وأن روافده قصيرة وضيقة نسبيا، وتلتقي مجاري المياه فيه بزوايا حادة معطية بذلك نمطا شجريا واضحا، ويتضح من الصور أيضا وجود انحناءات وتعرجات في المجرى الرئيسي للوادي وفي مجرى رافده شعيب أبو ثمام. ويظهر من الصور أيضا أن حوض وادي خويش الريان يحتوي على غدران كثيرة، خاصة في مجراه الرئيسي ومجرى رافده شعيب أبو ثمام، وتعد هذه الغدران من مناهل المياه الموسمية في العرمة لأنها تحتفظ بكميات من مياه السيول في مواسم سقوط الأمطار، كما أن الصور تظهر وجود أشجار كبيرة على جوانب مجاري المياه في حوض وادي خويش الريان، ويلاحظ أنها تكون أكثر كثافة بالقرب من الغدران الموجودة فيه.